# Ernest Magnus Denhoff
Ernest Magnus Denhoff, Magnus Ernst von Dönhoff herbu Dzik (ur. 1581, zm. 1642) – brat Gerarda i Kaspra, kasztelan parnawski 1635 r., wojewoda parnawski 1640 r., starosta dorpacki, starosta telszewski.
Od jego syna - Fryderyka - wywodzi się pruska linia rodu Dönhoff.
Był elektorem Władysława IV Wazy z Inflant w 1632 roku, podpisał jego pacta conventa.
Potomkowie Ernesta Magnusa:
- Gerard (*ok. 1632 †1685); dworzanin królewski, chorąży nadworny koronny 1661, cześnik litewski 1661, podstoli litewski 1666, starosta telszewski; × (1663) Anna Beata von Goldstein
  - Bogusław Ernest (†1734); podkomorzy wielki litewski 1702, generał lejtnant wojsk koronnych 1705, generał artylerii litewskiej 1710-1725,× (1703); rozwiedzeni (1719) Marianna Bielińska (*1688 †po 1737); (2°-v. Jerzy Ignacy ks. Lubomirski, pisarz polny koronny)
  - Magnus Jan; brygadier w służbie holenderskiej
  - Maria Eleonora; × Ahaswer hr. Lehndorff
  - Katarzyna; ×1 Jan Fryderyk von Schlieben; ×2 Teodoryk von Tettau
  - Zofia Karolina; × Gerard Ernest hr. Lehndorff
- Ernest Denhoff (zm. 1693); generał lejtnant wojsk koronnych, woj. malborski 1685, marszałek dworu królowej 1687; ×1 (po 1686) Zofia Anna Oleśnicka; ×2 Konstancja Słuszczanka (†1723)
  - Joanna (z pierwszego; †po 1716); × (1709) Stanisław Denhoff, woj. połocki (†1728)
- Fryderyk (†1696); pruski generał lejtnant, tajny i wojenny radca elektora brandenburskiego; × (1665) Eleonora Katarzyna Elżbieta bar. von Schwerin (*1646 †1696); po nim potomstwo (linia pruska - Dönhoff)
- Anna Katarzyna; × Jan Zygmunt baron Kettler

## Literatura
- Kamila Wróblewska, Franciszek Sokołowski, Ikonografia rodziny Doenhoffów w zbiorach muzeów polskich, Rocznik Olsztyński t. XVI, Olsztyn 1989, s. 301, 325-326, ryc. 23. ISSN 0080-3537.